# 저스틴 클라위버르트
저스틴 딘 클라위버르트(Justin Dean Kluivert, 1999년 5월 5일 ~ )는 네덜란드의 축구 선수로 현재 잉글랜드 프리미어리그의 본머스에서 윙어로 뛰고 있으며 그의 아버지는 전 네덜란드 축구 국가대표팀 출신 파트릭 클라위버르트이다.

## 선수 경력

### 클럽
2016년 AFC 아약스 2군팀에서 8경기 2골을 기록한 뒤 이듬해인 2017년 1군팀 명단에 합류하여 같은 해 1월 15일 1군팀 데뷔전을 치렀으며 2017-18 시즌까지 선발과 교체를 오가는 동안 공식전 56경기 15골을 터뜨리며 2016-17년 UEFA 유로파리그 준우승, 에레디비시 2시즌 연속 준우승에 기여하면서 팀내 최고의 유망주로 떠올랐다.
이후 2018-19 시즌 개막을 앞두고 241억원의 이적료에 이탈리아 세리에 A의 명문팀인 AS 로마로 이적하여 2020년 10월까지 공식전 68경기 9골을 뽑아내며 맹활약한 뒤 2020년 10월 5일 독일 분데스리가의 RB 라이프치히로의 임대 이적을 확정지었다.
라이프치히로 임대 이적 후 2020-21 시즌 공식전 27경기 4골을 기록하며 분데스리가 2020-21 준우승, 2020-21년 DFB-포칼 준우승 등에 이바지했으며 2021년 7월 20일 프랑스 리그앙의 OGC 니스로 또 한번의 임대 이적을 확정지었다.

### 국가대표팀
네덜란드 U-17 대표팀 소속으로 2016년 UEFA U-17 축구 선수권 대회에 참가하여 팀의 4강 진출에 일조했고 그로부터 약 2년 후인 2018년 3월 잉글랜드와 포르투갈과의 친선 경기를 앞두고 로날트 쿠만 감독이 이끌던 네덜란드 성인대표팀에 첫 발탁되어 UEFA 유로 2016 챔피언 포르투갈과의 친선 경기(3-0 승)에서 국제 A매치 데뷔전을 가졌다.
그 후 네덜란드 U-21 대표팀의 일원으로 슬로베니아에서 열린 2021년 UEFA U-21 축구 선수권 대회에 참가하여 4경기 1골을 기록하며 팀의 4강 진출에 일조했다.

## 수상

### 클럽
AFC 아약스
- 에레디비시 : 준우승 (2016-17, 2017-18)
- UEFA 유로파리그 : 준우승 (2016-17)

 RB 라이프치히
- 독일 분데스리가 : 준우승 (2020-21)
- DFB-포칼 : 준우승 (2020-21)

### 국가대표팀
네덜란드 U-17
- UEFA U-17 축구 선수권 대회 : 4강 (2016)

 네덜란드 U-21
- UEFA U-21 축구 선수권 대회 : 4강 (2021)

### 개인
- AFC 아약스 유망주 : 2016-17